# Стреховцы
Стреховцы (укр. Стріхівці) — село в Ярмолинецком районе Хмельницкой области Украины.
Население по переписи 2001 года составляло 744 человека. Почтовый индекс — 32163. Телефонный код — 3853. Занимает площадь 1,63 км². Код КОАТУУ — 6825888001.

## Известные уроженцы
- Любинский, Николай Михайлович — украинский языковед, политический деятель, дипломат.
- Баранов, Владимир Петрович — Герой Советского Союза.

## Местный совет
32163, Хмельницкая обл., Ярмолинецкий р-н, с. Стреховцы